# Курт-Бертрам фон Дерінг
Курт-Бертрам фон Дерінг (Дьорінґ) (нім. Kurt-Bertram von Döring; 18 лютого 1889 — 9 вересня 1960) — німецький офіцер, генерал-лейтенант люфтваффе. Кавалер Німецького хреста в золоті.

## Біографія
З 14 березня 1907 року до 31 травня 1913 року служив в 17-му драгунському полку. 1 червня 1913 року перейшов в авіацію і почав льотну підготовку, яку закінчив в травні 1914 року. Почав службу в складі фортечного льотного дивізіону в Кельні, в кінці року був переведений в 38-й льотний дивізіону. У 1916 році літав у складі спеціальної ескадрильї № 2, пізніше — в складі 227-го льотного дивізіону. Перейшовши на винищувачі, 8 квітня 1917 року прийняв командування над 4-ю винищувальною ескадрильєю, залишаючись на цій посаді до 19 січня 1918 року. Періодично командував 1-ю винищувальною групою під час відсутності барона Манфреда фон Ріхтгофена на фронті. 22 лютого 1918 року став командиром 4-ї винищувальної групи. З 11 по 24 серпня командував 66-ю винищувальною ескадрильєю. 3 вересня прийняв командування над 1-ю винищувальною ескадрильєю. Маючи на своєму рахунку всього 11 перемог, був високо оцінений самим Манфредом фон Ріхтгофеном за свої командирські якості. 1 грудня 1918 року повернувся в 17-й драгунський полк, але пізніше знову перейшов в авіацію.
4 лютого 1920 року звільнений у відставку. В 1923-27 роках працював інструктором аргентинських військово-повітряних сил, в 1928-29 роках займав аналогічну посаду в Перу. У 1930-32 роках служив у німецькій місії в Китаї, представник Імперської федерації німецької авіабудівної промисловості. В 1933-34 роках займав керівні посади в Імперському союзі ППО.
1 червня 1934 року поступив на службу в люфтваффе і був призначений керівником льотної школи в Целле. З 1 березня 1936 року — командир групи в винищувальної ескадрі «Ріхтхофен». У квітні 1936 року прийняв командування над винищувальною ескадрою «Горст Вессель».
21 грудня 1939 року призначений на щойно створений пост командира винищувальної авіації 2 зі штаб-квартирою в Дортмунді. 2 грудня 1940 року відкликаний з діючої армії і призначений офіцером для особливих доручень при імперському міністрові авіації. 19 грудня 1940 року призначений інспектором винищувальної авіації. З 1 жовтня 1941 року — командир винищувальної авіації «Центр» (зі штаб-квартирою в Штаде), повинен був контролювати дії винищувачів в цій частині Німеччини. 1 лютого 1942 року його відомство було розформовано, а Дерінг отримав призначення командиром 1-ї дивізії нічних винищувачів, яка 1 травня 1942 року була переформована в 1-шу винищувальну дивізію. 15 вересня 1943 року призначений командиром 3-ї винищувальної дивізії. 1-15 жовтня 1943 року його заміняв оберст Курт Генчель. 9 листопада 1943 року відкликаний до Берліна і знову зайняв пост офіцера для особливих доручень. 10 липня 1944 року призначений начальником Центральної управлінської групи Імперського міністерства авіації. 8 травня 1945 року взятий в полон. В липні 1947 року звільнений.

## Звання
- Фенрих (14 березня 1907)
- Лейтенант (18 серпня 1908)
- Обер-лейтенант (25 лютого 1915)
- Ротмістр (28 листопада 1917)
- Майор (1 червня 1934)
- Оберст-лейтенант (1 січня 1936)
- Оберст (1 квітня 1938)
- Генерал-майор (19 липня 1940)
- Генерал-лейтенант (1 листопада 1941)

## Нагороди
- Нагрудний знак військового пілота (Пруссія)
- Залізний хрест 2-го і 1-го класу
- Королівський орден дому Гогенцоллернів, лицарський хрест з мечами (26 листопада 1917)
- Хрест «За військові заслуги» (Мекленбург-Шверін) 2-го і 1-го класу
- Хрест «За військові заслуги» (Австро-Угорщина) 3-го класу з мечами та військовою відзнакою
- Нагрудний знак польового пілота (Австро-Угорщина)
- Нагрудний знак «За поранення» в чорному (1919)
- Пам'ятний знак пілота (Пруссія)
- Почесний хрест ветерана війни з мечами (1935)
- Медаль «За вислугу років у Вермахті» 4-го, 3-го і 2-го класу (18 років)
- Орден «За військові заслуги» (Болгарія) (1937)
- Медаль «У пам'ять 1 жовтня 1938»
- Застібка до Залізного хреста 2-го і 1-го класу
- Німецький хрест в золоті (1 грудня 1942)